# Sant Cugat del Vallès
Sant Cugat del Vallès település Spanyolországban, Barcelona tartományban. Lakosainak száma 98 621 fő (2024).

## Földrajza
Sant Cugat del Vallès Barcelona, Sant Quirze del Vallès, Cerdanyola del Vallès, Sant Feliu de Llobregat, Molins de Rei, El Papiol, Castellbisbal és Rubí községekkel határos.

## Testvértelepülések
- Alba
- Olekszandrija

## Népesség
A település lakosságának változását az alábbi diagram mutatja:
| Lakosok száma | 534  | 2523 | 6045 | 11 884 | 35 090 | 65 061 | 79 253 | 87 118 | 91 006 | 98 621 |
|               | 1717 | 1887 | 1936 | 1960   | 1986   | 2004   | 2009   | 2014   | 2019   | 2024   |